# 田渕句美子
田渕 句美子（たぶち くみこ、1957年 - ）は、日本の国文学者。専門は鎌倉時代の和歌・日記・歌人・女房に関する研究、特に阿仏尼。学位は、博士（人文科学）（お茶の水女子大学・1999年）（学位論文「中世初期の歌人に関する研究」）。早稲田大学教授。

## 人物
東京都生まれ。お茶の水女子大学文教育学部国文科卒業、1991年、同大学院博士課程単位取得退学。1999年「中世初期の歌人に関する研究」でお茶の水女子大学より博士（人文科学）の学位を取得。1991年大阪国際女子大学専任講師、1994年助教授、1998年国文学研究資料館助教授、2002年教授、2008年より早稲田大学教育・総合科学学術院教授。

## 受賞歴
- 1993年、日本古典文学会賞[2]
- 2020年、『女房文学史論』で第42回角川源義賞受賞[1]

## 著書
- 『阿仏尼とその時代 『うたたね』が語る中世』臨川書店 原典講読セミナー、2000
- 『中世初期歌人の研究』笠間書院 笠間叢書、2001
- 『物語の舞台を歩く  十六夜日記』山川出版社、2005
- 『阿仏尼』吉川弘文館〈人物叢書〉、2009、オンデマンド版　2024，ISBN　9784642752541
- 『新古今集 後鳥羽院と定家の時代』角川選書、2010
- 『異端の皇女と女房歌人　式子内親王たちの新古今集』角川選書、2014
- 『女房文学史論 王朝から中世へ』岩波書店、2019
- 『窪田空穂 「評釈」の可能性』岩波書店「近代「国文学」の肖像 第4巻」、2021

### 共編著
- 『和歌を歴史から読む』兼築信行と責任編集、笠間書院、2002。和歌文学会論集
- 『十六夜日記 白描淡彩絵入写本 阿仏の文』編、勉誠出版、2009
- 『平安文学をいかに読み直すか』谷知子共編著 久保木秀夫ほか著、笠間書院、2012
- 『源氏物語とポエジー 2014年パリ・シンポジウム』寺田澄江、清水婦久子共編 青簡舎、2015
- 『民部卿典侍集・土御門院女房全釈』中世和歌の会 共著、風間書房、2016。私家集全釈叢書
- 『和歌史の中世から近世へ』花鳥社、2020

浅田徹 小川剛生 兼築信行 神作研一 堀川貴司 共編著